# Magnus Aspegren
Erik Magnus Aspegren, född 23 juni 1964 i Styrstads församling, Östergötlands län.
Magnus Aspegren har tidigare varit VD för Folkoperan i Stockholm samt konstnärlig ledare och VD för Norrlandsoperan i Umeå. År 2011 blev han rektor för Operahögskolan i Stockholm. 2013 utsågs han till VD för Riksteatern och tillträdde i januari 2014. Efter åtta år på posten slutade Magnus Aspegren som vd för Riksteatern och efterträddes av Susanna Dahlberg.
Aspegren är son till ingenjören Jan Aspegren och folkskolläraren Ulla Schenholm samt bror till teaterledaren Staffan Aspegren.